# Port Darwin
Port Darwin est un port de commerce de la ville de Darwin, dans le Territoire du Nord, au nord de l'Australie.

## Quai de Stoke Hill
Stokes Hill Wharf était le principal emplacement de Port Darwin composé de trois quais.

## Quai East Arm
East Arm Wharf, a ouvert en 2000. Des navires de taille Panamax d'une longueur maximale de 274 mètres et d'un DWT de 80 000 tonnes maximum peuvent utiliser l'emplacement.

## Bail de Landbridge
En octobre 2015, le groupe chinois Landbridge a remporté l'appel d'offres pour la location de Port Darwin. Le gouvernement du Territoire du Nord, alors contrôlé par les libéraux du pays, a accordé à la société un bail de 99 ans pour 506 millions de dollars australiens,. Le prix du contrat est plus de 25 fois le bénéfice que le port avait réalisé au cours des deux années précédentes, et Landbridge a également promis d'investir 200 millions de dollars australiens sur une période de 25 ans.
Shandong Landbridge Group est une société privée dont le siège est dans la ville de Rizhao, dans la province du Shandong, en Chine, qui appartient à Ye Cheng, un milliardaire étroitement lié au Parti communiste chinois,,.

## Inquiétude concernant le bail
Des préoccupations ont été exprimées au sujet de cet accord de crédit-bail en raison de son importance stratégique dans le cadre de l' Initiative chinoise de la nouvelle route de la soie,,,,. Des inquiétudes ont été exprimées quant à la proximité du port avec une base où les Marines américains sont stationnés par rotation et avec l’aéroport international, qui est utilisé conjointement à des fins militaires et civiles.
En juin 2019, le développement d'un port à Glyde Point, à 40 kilomètres au nord de Port Darwin, destiné à être utilisé à la fois par des intérêts militaires et commerciaux, fut suggéré comme « contrepoids » par le député du Parti libéral fédéral et président de la commission parlementaire mixte sur le renseignement. et Sécurité Andrew Hastie. En août 2019, le député travailliste fédéral Nick Champion proposa de renationaliser le port, mettant ainsi fin au contrôle chinois.
Aucun organisme fédéral n'a de surveillance des ports australiens qui sont du domaine des gouvernements des États et des territoires.